# Joshua Reynolds
Sir Joshua Reynolds (16. července 1723 – 23. února 1792) byl jeden z nejdůležitějších a nejvlivnějších anglických malířů 18. století, který se specializoval na malbu portrétů. Byl také jeden ze zakladatelů a od roku 1768 až do své smrti první ředitel Královské akademie umění (Royal Academy of Arts). Jiří III., král Velké Británie a Irska mezi lety 1760–1820, ho za jeho služby v roce 1769 ocenil rytířským titulem.

## Biografie
Joshua Reynolds se narodil v městečku Plympton v hrabství Devon 16. července 1723 jako jeden z jedenácti dětí a syn venkovského učitele. Jeho formální vzdělání bylo omezené, ale i přesto se začal zajímat o filosofii a umění. Jeho vzorem byl Zachariah Mudge, který byl zastáncem Platónovy filosofie. Tímto učením se Reynolds řídil po celý svůj život.
Jeho čím dál aktivnější zájem o umění ho nakonec přivedl k v té době modernímu malíři portrétů Thomasovi Hudsonovi, u kterého studoval až do roku 1743. V roce 1749 se rozhodl navštívit Itálii, kde zůstal až do roku 1752 a kde se začal také zajímat a studovat tzv. „velký styl“. Zde studoval malířství u Raffaela, Tiziana a Michelangela, kterého obdivoval nejvíce. Nějaký čas trávil i v Římě, kde v důsledku silného chladu částečně ohluchl a začal nosit malý sluchový aparát, s kterým bývá často vyobrazován. Od roku 1753 až do své smrti žil v Londýně, ale větší uznání jeho talentu získal až po příjezdu do Francie.

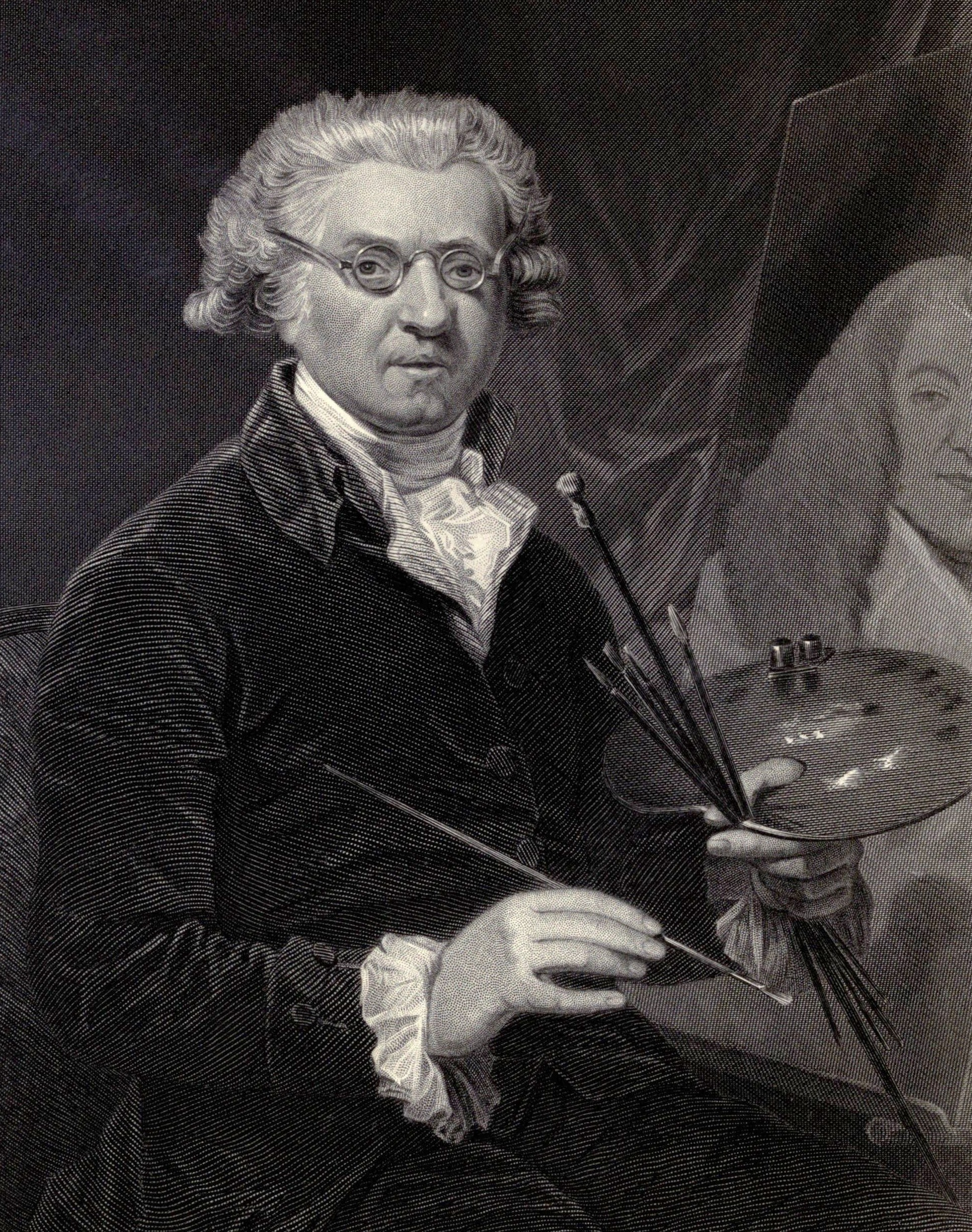
Autoportrét

Reynolds trávil celé hodiny ve svém studiu, kde namaloval několik desítek významných portrétů anglických osobností. Reynolds byl ale i velmi společenský a nadšený intelektuál s velkým množstvím přátel z londýnských uměleckých kruhů, mezi které patřili např. Dr. Samuel Johnson, Oliver Goldsmith, Edmund Burke, Henry Thrale, David Garrick, Charlotte Lennoxová nebo jeho spolupracovnice Angelica Kauffmanová. Joshua Reynolds si jako slavný portrétista také užil vzájemného konstantního ovlivňování s bohatými a slavnými osobnostmi a právě on shromáždil slavné osobnosti do tzv. Literárního klubu.
Jeho největší konkurencí v jeho době byl Thomas Gainsborough, který se také specializoval na malbu portrétů. Reynolds sám říkal, že za svůj dlouhý život namaloval zhruba tři tisíce portrétů, z nichž nejraději kreslil ženy a děti. V roce 1769 dosáhl významného společenského ocenění, jelikož byl povýšen do šlechtického stavu. V roce 1789 ztratil zrak v levém oku, což ho nakonec donutilo odpustit od malířství. Téměř o tři roky později, 23. února 1792 zemřel ve svém domě v Londýně a byl pohřben ve zdejší Katedrále Svatého Pavla.

## Osobní život
Joshua Reynolds byl nepatrný muž s tmavě hnědými kudrlinkami a prokrvenou pletí. Měl široký obličej, rozštípnutou bradu a nos mírně promáčknut, jeho pleť byla zjizvena neštovicemi. I přesto na něj zastávalo několik osobností co se týče vzhledu kladný názor, včetně Edmonda Maloneho který prohlásil, že „na první pohled zapůsobil Reynolds vzhledem na svého diváka spíše jako urozený a vychovaný anglický džentlmen.“
Byl proslulý i svou klidností a dobrotivostí; sám prohlašoval, že „není nikdo, koho bych nenáviděl“. Často nebyl patrný ani jeho devonský přízvuk a vynikal jak svou přívětivostí, tak i jako dobrý a originální společník nebo přátelský a velkorysý hostitel, což dokazuje i Fanny Burneyová, která ve svém deníku udává, že „Reynoldsova příjemnost uváděla všechny co trávili čas v jeho společnosti do klidu a pohody“. Podobný názor zastával i William Makepeace Thackeray, který prohlásil, že „Reynolds byl ze všech zdvořilých mužů zhruba ve stejném věku nejjemnější džentmen“ a Edmund Burke si zase povšiml jeho „silného zájmu o humor“.
Joshua Reynolds nebyl nikdy ženatý a o jeho vztazích toho není příliš mnoho známo. Jeho autor životopisů Ian Mcintyre zastává možnost, že měl určitý vztah s Nelly O'Brienovou a s Kitty Fisherovou, která ho poměrně často navštěvovala v jeho domě rozhodně vícekrát, než bylo nutné. To je ale spíše spekulativní informace.

## Galerie

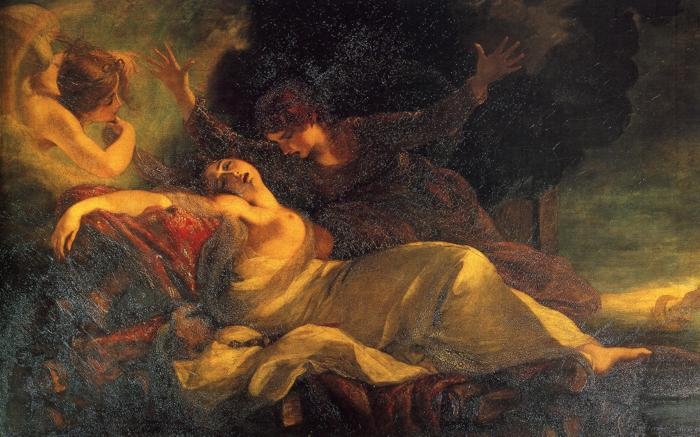
Smrt Dídó, bájné první královny Karthága (1781)
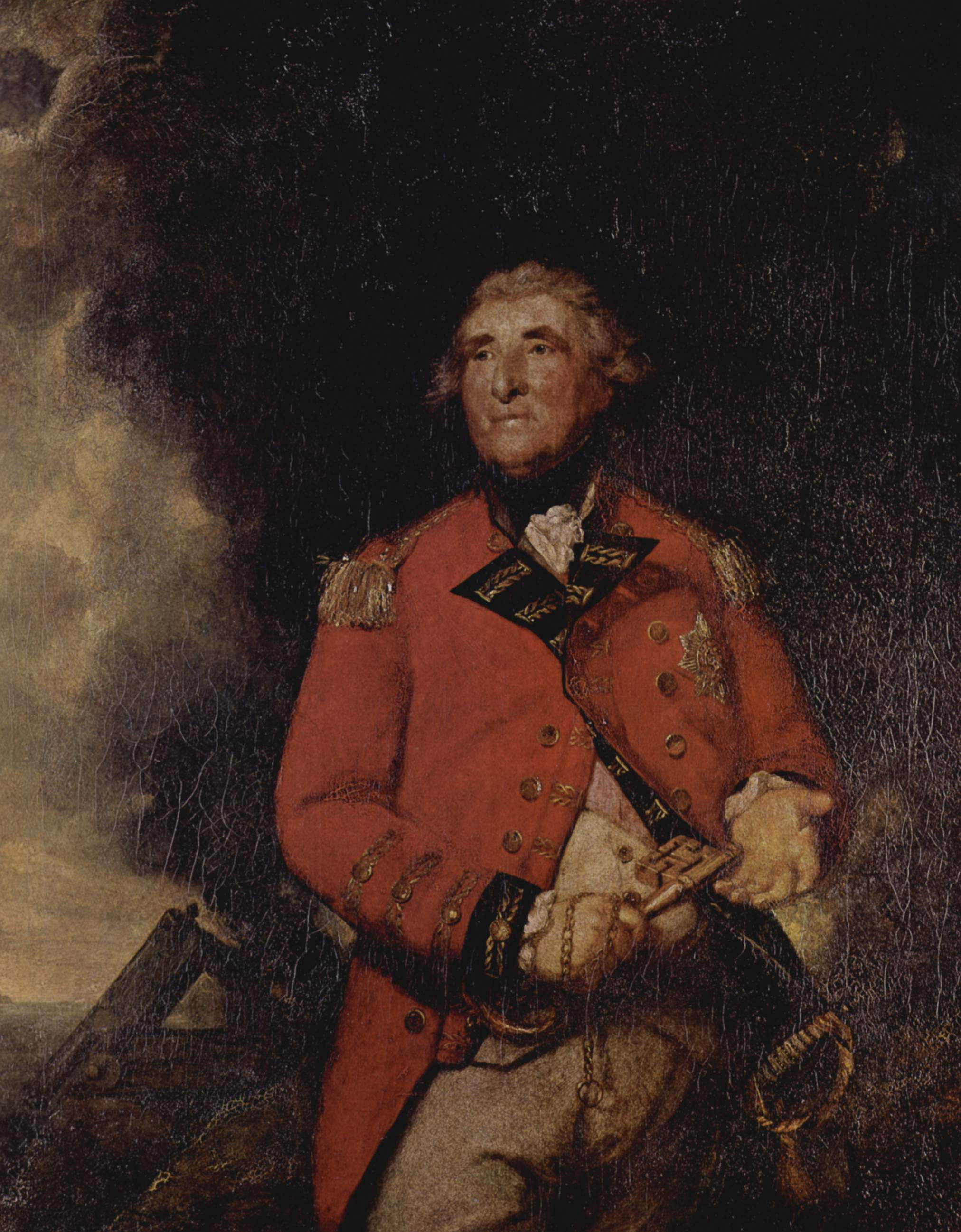
Portrét guvernéra Heathfielda (1787)
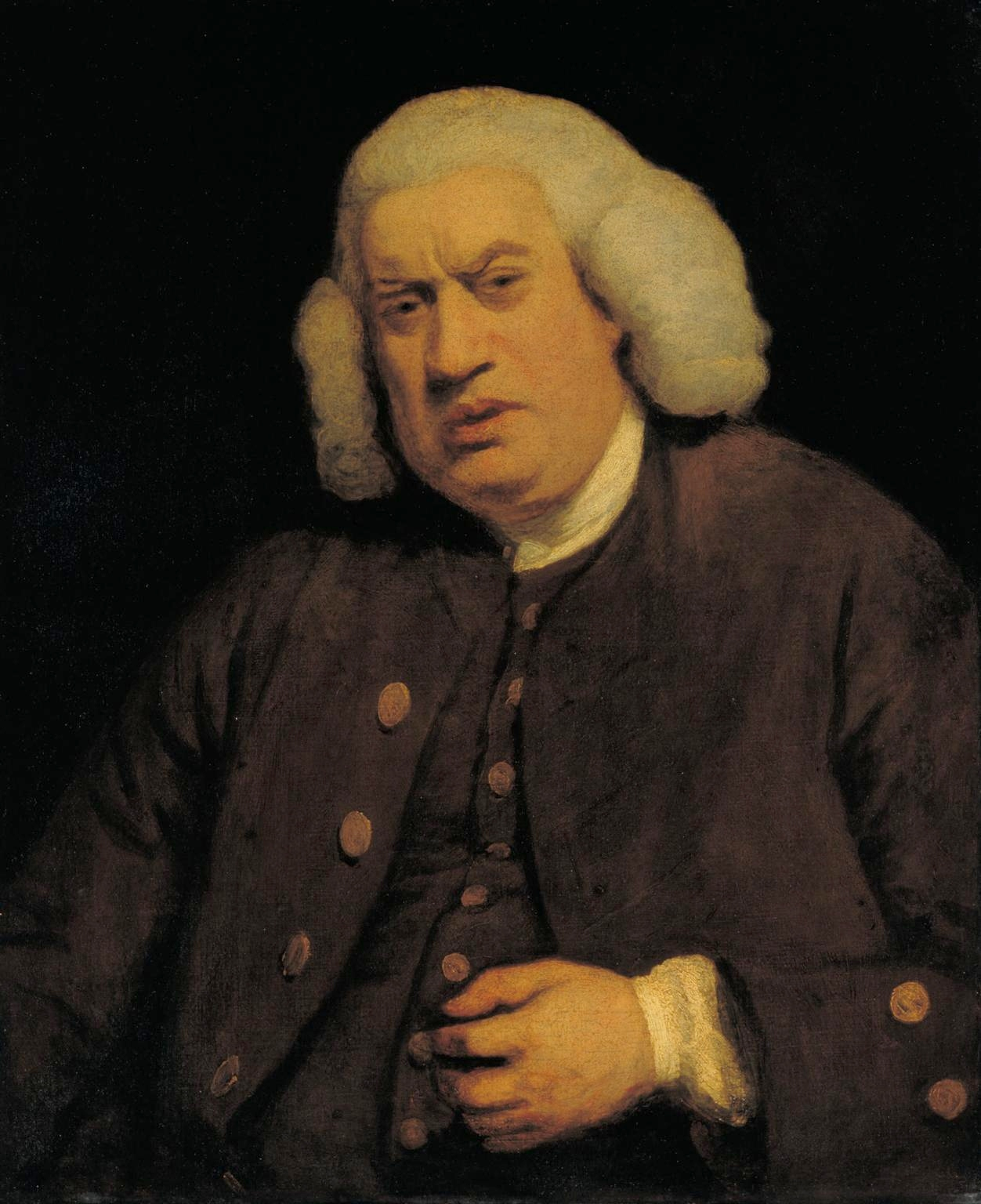
Samuel Johnson (1772)
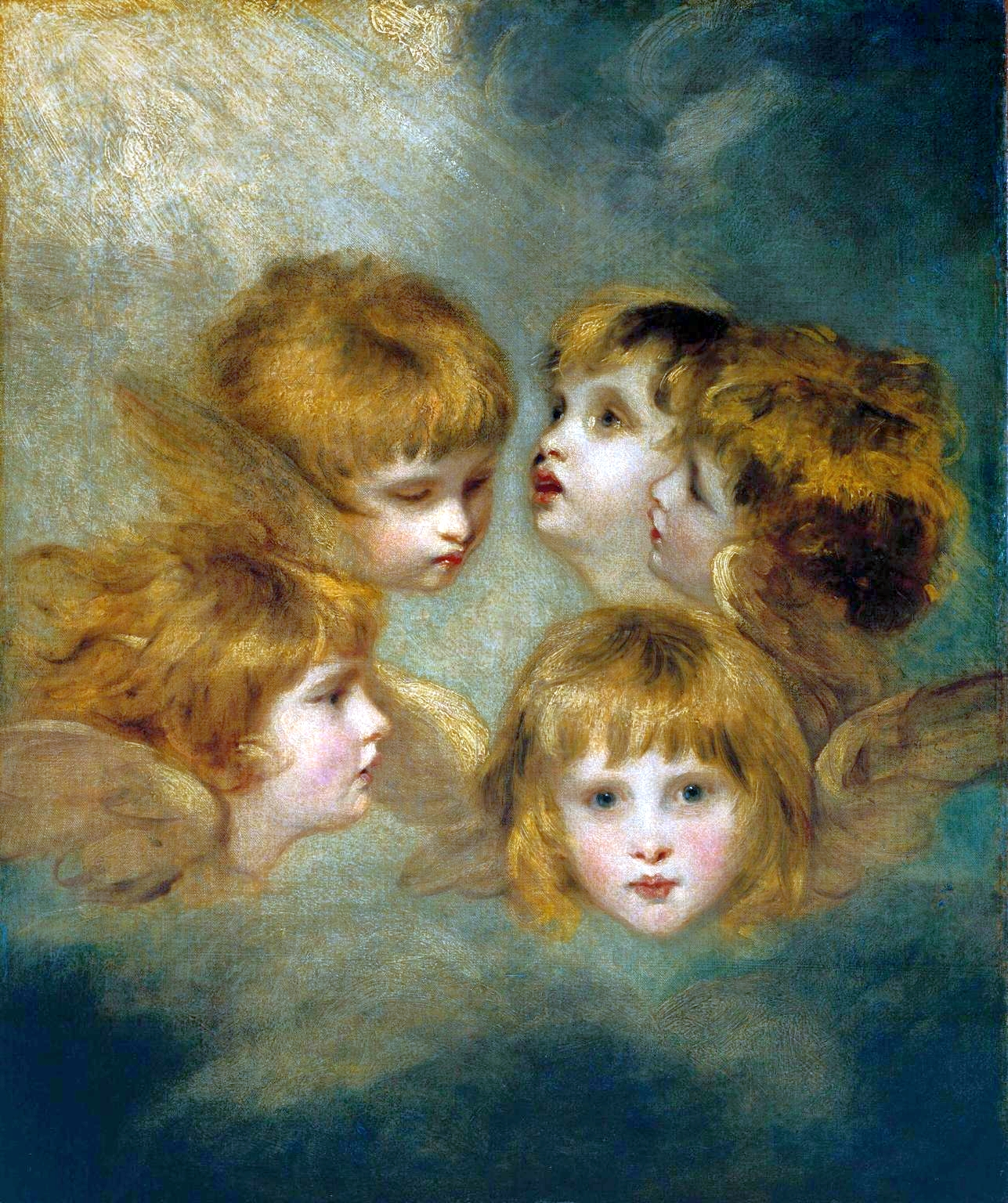
Hlava anděla z různých stran (1787)
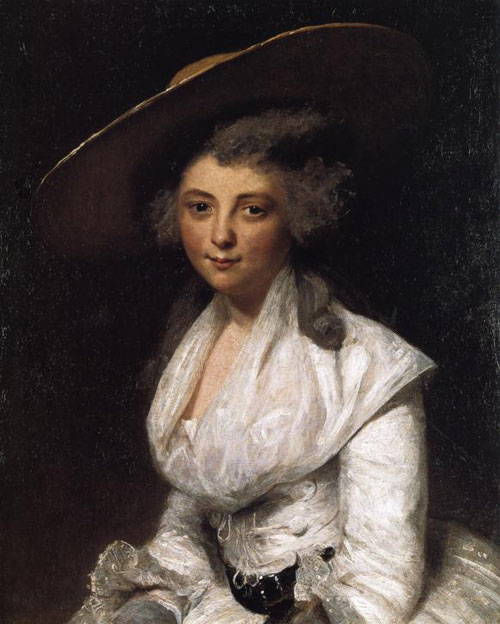
Anne Bingham (1786)
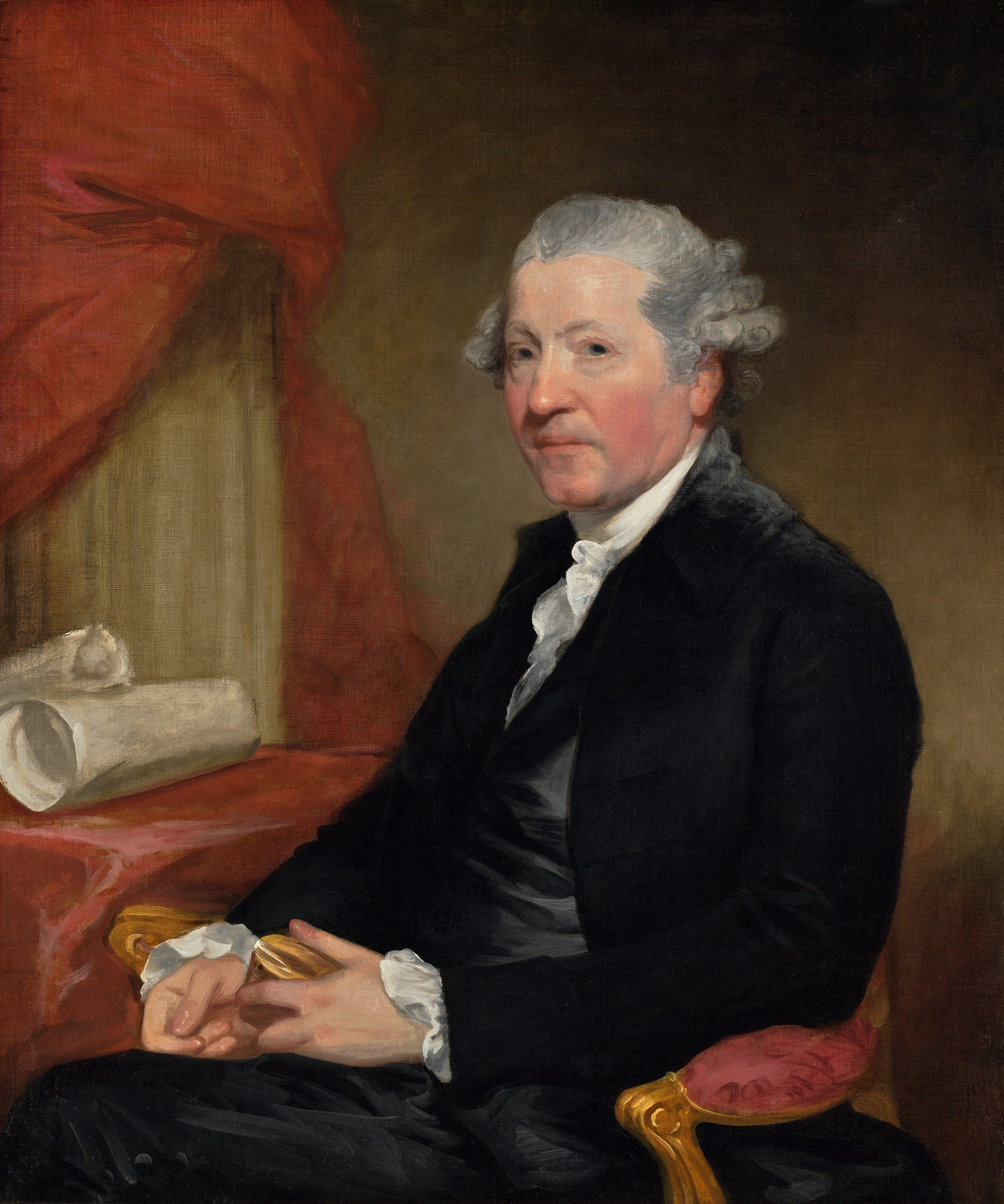
Gilbert Stuart (1784)
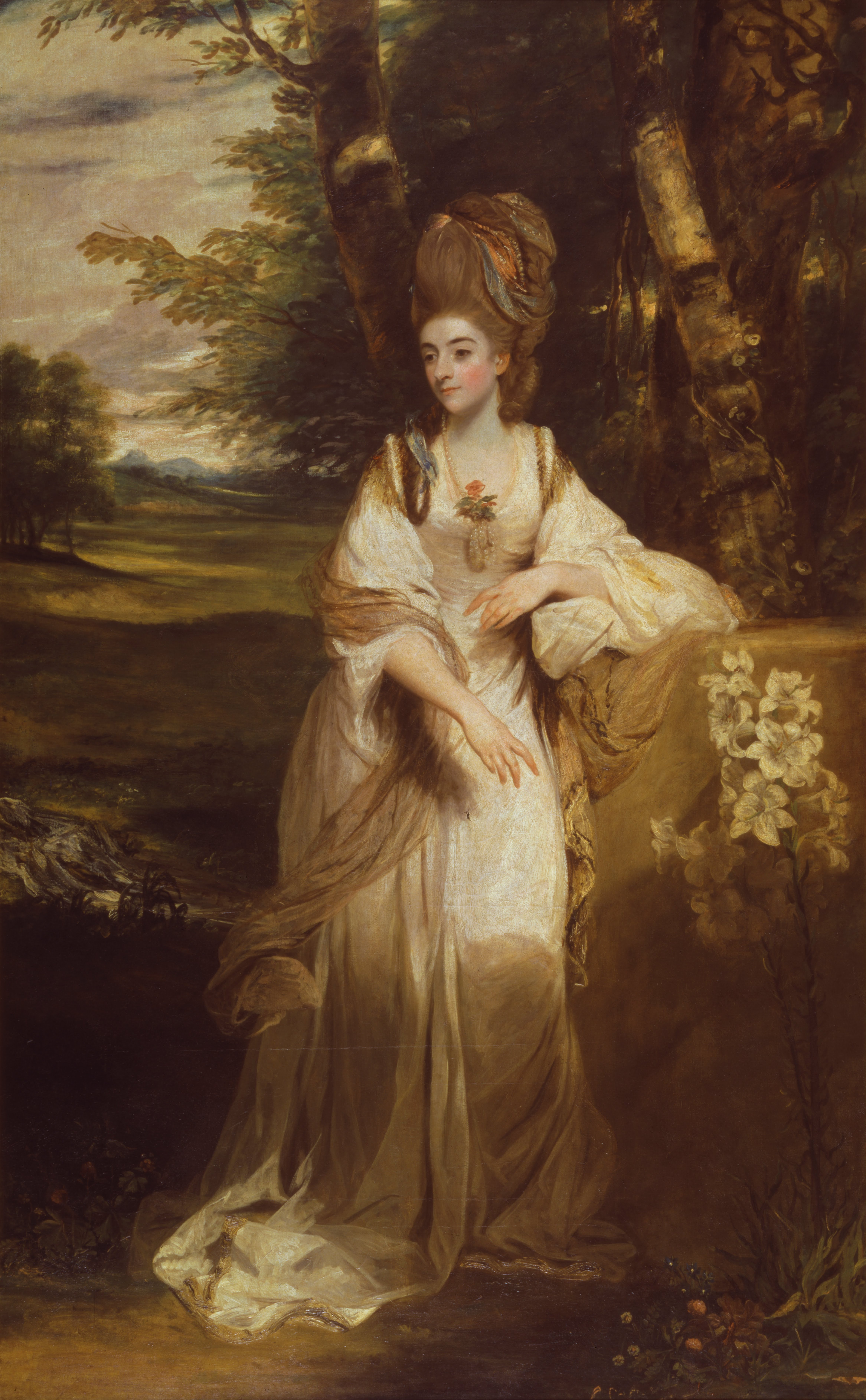
Lady Bampfylde (1776–1777)
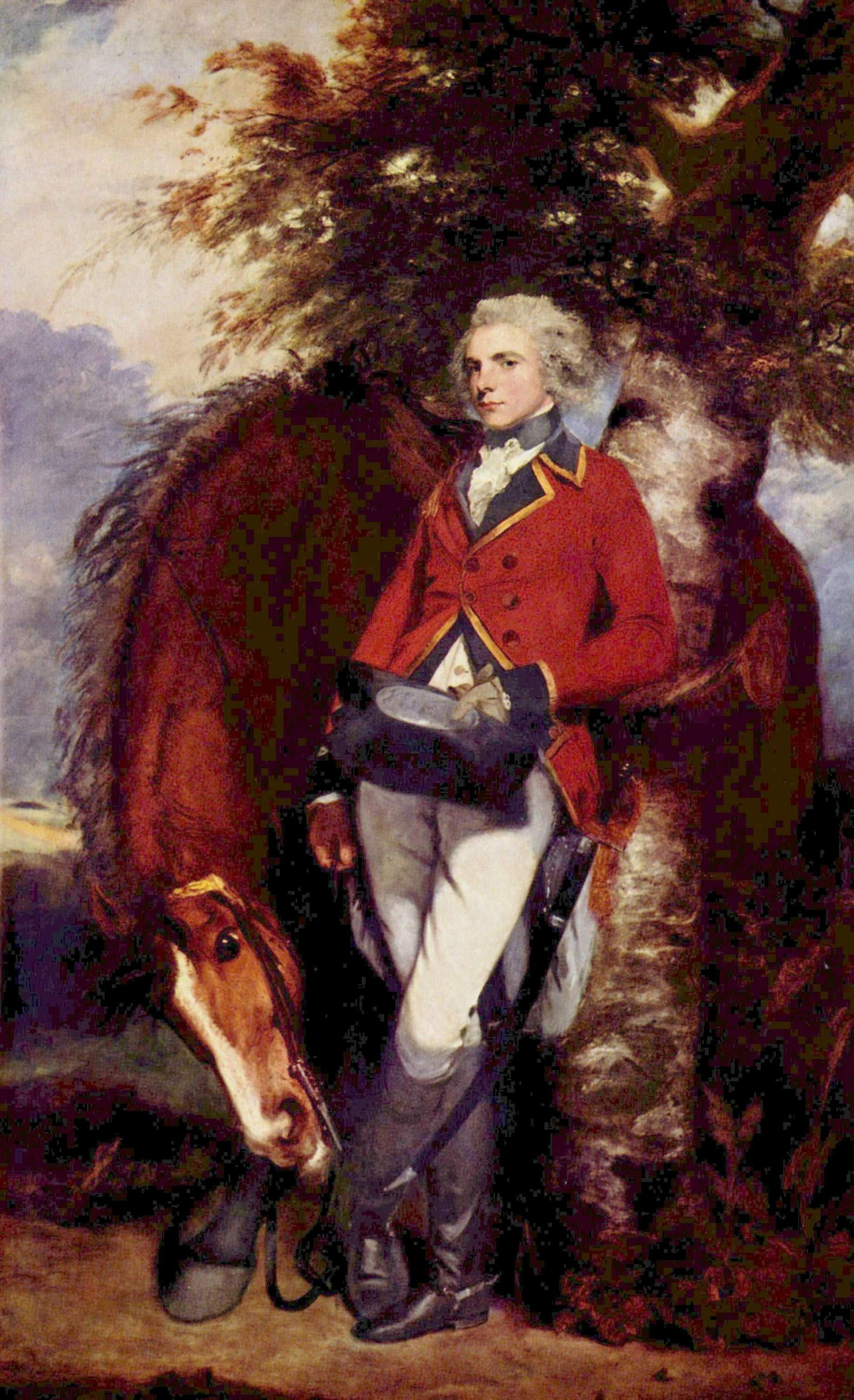
Plukovník George K. H. Coussmaker (1770–1780)